# استانیسلاف پوزدنیاکوف
استانیسلاف پوزدنیاکوف (به روسی: Станислав Поздняков - Stanislav Pozdnyakov) ورزشکار مرد رشتهٔ شمشیربازی اهل کشور روسیه است. وی در بین سال‌های ‎۱۹۹۲ تا ۲۰۰۴ میلادی در مسابقات بازی‌های المپیک تابستانی در مجموع ۵ مدال، شامل ۴ مدال طلا و ۱ برنز را کسب کرد.